# Christina River (Delaware River)
Der Christina River ist ein rechter Nebenfluss des Delaware Rivers in den US-Bundesstaaten Pennsylvania, Maryland und Delaware. 

## Geographie
Der Christina River hat eine Länge von etwa 56 km und entwässert ein Areal von 1463 km².

### Verlauf
Er entspringt in der Franklin Township in Chester County (Pennsylvania). Er fließt anfangs nach Süden nach Maryland, wendet sich dann nach Osten, erreicht Delaware und mündet in Wilmington in den Delaware River.

### Nebenflüsse
Nebenflüsse sind East Christina River, West Christina River, White Clay Creek und Brandywine Creek.